# 關錦鵬
關錦鵬（英語：Stanley Kwan，1957年10月9日—），香港電影導演，以拍攝女性觸覺電影聞名。 代表作《胭脂扣》曾奪得1989年第八屆香港電影金像獎最佳電影、最佳導演。2001年執導《藍宇》奪得金馬獎最佳導演。

## 背景

### 早年生活
關錦鵬於香港出生，早年居住在九龍東京街的舊樓，家有三妹一弟，其中三妹關小惠是香港電影副導演。父親在他就讀中一期間離世，以致他要跟母親及兩名胞妹出外工作，賺錢養家。關畢業於香港培正小學（1970年小六）和香港培正中學預科（1975年中五、1976年中六）。在校時是一名理科生，預科轉讀文科。他在該校唸中六時，白天唸書，晚上與同學以玩票性質參加1976年香港無綫電視第五期藝員訓練班。其對舞台戲劇演出的興趣始於1975年參與過校內紅藍劇社的一個話劇《家‧春‧秋》。后來在預科畢業後考入香港浸會大學傳理系，未畢業就受到周梁淑怡邀請轉到電視台菲林組。當時他只當了數個月演員，便轉到幕後當工作人員，負責助理編導、場記崗位。同期為嚴浩、于仁泰、譚家明等人擔任副導演。

### 事業發展

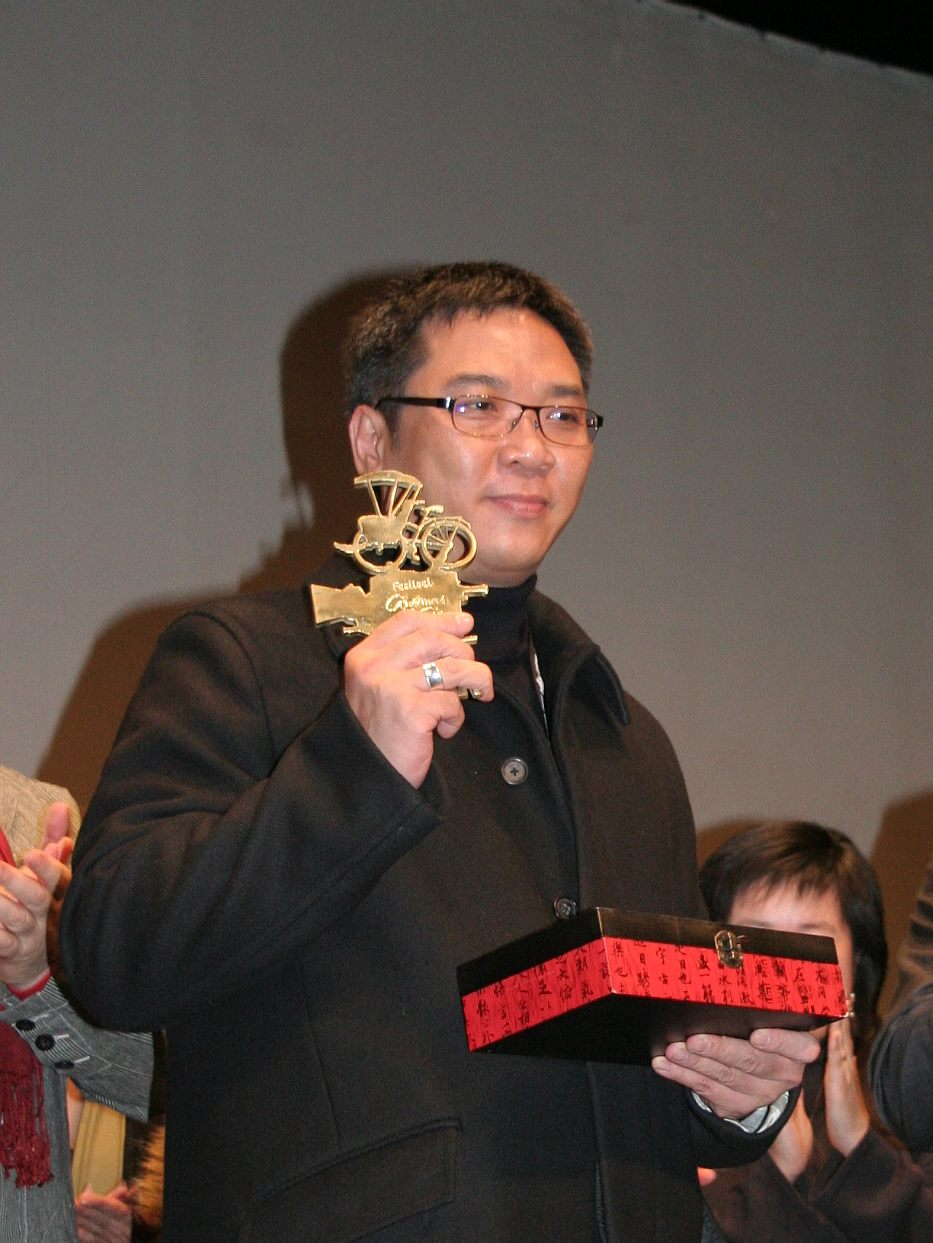
關錦鵬於2008年出席活動時的留影

1979年，關錦鵬轉投電影行業，曾為許鞍華的副導演，1985年得到珠城電影公司老闆梁李少霞賞識，執導首部作品《女人心》，得到好評，更成為當年票房最高電影之一。1986年，他在擔任《龍兄虎弟》副導演期間被成龍及陳自強遊說轉投威禾電影製作公司。其於1987年執導的《胭脂扣》描寫人鬼之間的愛情，除了在第8屆香港電影金像獎獲得七個獎項外，亦獲得第24屆金馬獎多項大獎；1989年的《人在紐約》（台灣名稱：《三個女人的故事》）在《第26屆金馬獎》中再得八項大獎；1991年的《阮玲玉》除了在香港獲獎外，亦令女主角張曼玉在1992年第42屆柏林國際電影節中當上最佳女演員。此外，《阮》一作品在該年度的台灣金馬獎中獲得十一項獎項提名。
1996年，關錦鵬借紀錄片《男生女相：华语电影之性别》在威尼斯電影節上公开自己的同性恋身份。1998年，以《愈快樂愈墮落》榮獲柏林影展泰迪熊獎最佳劇情片。2002年，他執導了以同性戀為題材的電影《藍宇》，而其本人亦走出來表示片中的角色是他的影子，並承認自己為同性戀者。2005年，他執導由鄭秀文主演的《長恨歌》，獲提名參加《第62屆威尼斯電影節》競賽部份；2010年担任第67届威尼斯国际电影节地平线单元评委，2011年又担任第13届台北电影节评审团主席。
關錦鵬曾多次和國際巨星成龍合作，他首先為成龍自導自演的1986年電影《龍兄虎弟》擔任副導演，其後他執導的三部電影、一部電影短片、一部電影紀錄片包括，1987年的電影《胭脂扣》由成龍擔任監製，1991年的電影《阮玲玉》由成龍擔任出品人，1992年的電影短片《兩個女人，一個靚，一個唔靚》由成龍擔任監製，1996年的電影紀錄片《男生女相：華語電影之性別》由成龍親自演出，2005年的電影《長恨歌》則由成龍擔任總監製。
目前到今，關錦鵬也會以教授身分到香港城市大學創意媒體學院教導學生導演和編導的工作。

## 作品

### 导演
| 上映年份 | 中文片名                                | 英文片名                             | 主演                                   | 備 註      |
| 1985     | 《女人心》                              | Women                                | 周润发、钟楚红、繆騫人                 | 电影       |
| 1986     | 《地下情》                              | Love Unto Wastes                     | 周润发、梁朝伟、金燕玲、温碧霞         | 电影       |
| 1987     | 《胭脂扣》                              | Rouge: Flower Legend                 | 梅艳芳、张国荣、万梓良                 | 电影       |
| 1989     | 《人在纽约》 （又名《三个女人的故事》） | Full Moon in New York                | 张曼玉、张艾嘉、斯琴高娃               | 电影       |
| 1991     | 《阮玲玉》                              | Center Stage                         | 张曼玉、梁家辉、秦漢、刘嘉玲、叶童     | 电影       |
| 1993     | 《兩個女人，一個靚一個唔靚》            | Too Happy For Words                  | 张曼玉、萧芳芳                         | 电影短片   |
| 1994     | 《红玫瑰白玫瑰》                        | Red Rose White Rose                  | 陈冲、叶玉卿、赵文瑄                   | 电影       |
| 1996     | 《男生女相：华语电影之性别》            | Yang ± Yin: Gender in Chinese Cinema | 张彻、狄龙、陈凯歌                     | 电影纪录片 |
| 1997     | 《愈快乐愈堕落》                        | Hold You Tight                       | 邱淑贞、陈锦鸿、曾志伟、吴君如、柯宇伦 | 电影       |
| 1997     | 《念你如昔》                            | Still Love You After All These       |                                        | 电影纪录片 |
| 1999     | 《有时跳舞》                            | The Island Tales                     | 李嘉欣、舒淇、张智霖、大泽隆夫、桃井薰 | 电影       |
| 2002     | 《蓝宇》                                | Lan Yu                               | 胡军、刘烨、苏瑾                       | 电影       |
| 2003     | 《画魂》                                | Painting Soul                        | 李嘉欣、胡军、刘烨                     | 电视剧     |
| 2003     | 《嫁错妈》                              | True Love                            | 赵雅芝、刘松仁、郭蔼明                 | 电视剧     |
| 2005     | 《长恨歌》                              | Everlasting Regret                   | 郑秀文、梁家辉、胡军、吴彦祖           | 电影       |
| 2010     | 《用心跳》                              | Showtime                             |                                        | 电影       |
| 2018     | 《八個女人一台戲》                      | First Night Nerves                   | 郑秀文、梁詠琪                         | 电影       |

### 监制
| 上映年份 | 中文片名                 | 英文片名                  | 导演   | 備 註  |
| 1999     | 《妖夜回廊》             | Night Corridor            | 李志超 | 电影   |
| 1999     | 《天上人间》             | Love Will Tear Us Apart   | 余力为 | 电影   |
| 2002     | 《雪地里的星星》         | My Queen                  | 张中一 | 电视剧 |
| 2004     | 《恋之风景》             | The Floating Landscape    | 黎妙雪 | 电影   |
| 2005     | 《做頭》                 | Hands in the Hair         | 江澄   | 电影   |
| 2008     | 《渺渺》                 | Miao Miao                 | 程孝泽 | 电影   |
| 2012     | 《影子爱人》             | Shadows of Love           | 潘源良 | 电影   |
| 2013     | 《致我们终将逝去的青春》 | So Young                  | 赵薇   | 电影   |
| 2016     | 《謊言西西里》           | Never Said Goodbye        | 林育贤 | 电影   |
| 2018     | 《南极之恋》             | Till The End Of The World | 吴有音 | 电影   |
| 2023     | 《但願人長久》           | Fly Me to the Moon        | 祝紫嫣 | 电影   |

### 電視廣告
- 2007年 衛康隱形眼鏡（言承旭代言，只在中國大陸播放）

### 音樂影片
- 1995年 劉德華 《真永遠》
- 1997年 梅艷芳 《女人花》
- 2013年 何韻詩 《似是故人來》

## 奖项
| 年份 | 颁奖典礼                   | 奖项                       | 作品               | 结果 |
| ---- | -------------------------- | -------------------------- | ------------------ | ---- |
| 1987 | 第6届香港电影金像奖        | 最佳電影                   | 《地下情》         | 提名 |
| 1987 | 第6届香港电影金像奖        | 最佳导演                   | 《地下情》         | 提名 |
| 1987 | 第24届金马奖               | 最佳劇情片                 | 《胭脂扣》         | 提名 |
| 1988 | 第6届都灵国际电影节        | 竞赛单元特别提名奖         | 《胭脂扣》         | 獲獎 |
| 1988 | 第10届法国南特三大洲电影节 | 金球奖                     | 《胭脂扣》         | 獲獎 |
| 1989 | 第8届香港电影金像奖        | 最佳電影                   | 《胭脂扣》         | 獲獎 |
| 1989 | 第8届香港电影金像奖        | 最佳导演                   | 《胭脂扣》         | 獲獎 |
| 1989 | 第26届金马奖               | 最佳劇情片                 | 《人在纽约》       | 獲獎 |
| 1989 | 第26届金马奖               | 最佳导演                   | 《人在纽约》       | 提名 |
| 1991 | 第28届金马奖               | 最佳劇情片                 | 《阮玲玉》         | 提名 |
| 1991 | 第28届金马奖               | 最佳导演                   | 《阮玲玉》         | 提名 |
| 1991 | 第28届金马奖               | 评审团特别奖               | 《阮玲玉》         | 獲獎 |
| 1992 | 第42届柏林国际电影节       | 金熊奖                     | 《阮玲玉》         | 提名 |
| 1993 | 第13届香港电影金像奖       | 最佳電影                   | 《阮玲玉》         | 提名 |
| 1993 | 第13届香港电影金像奖       | 最佳导演                   | 《阮玲玉》         | 提名 |
| 1994 | 第31届金马奖               | 最佳劇情片                 | 《红玫瑰与白玫瑰》 | 提名 |
| 1994 | 第31届金马奖               | 最佳导演                   | 《红玫瑰与白玫瑰》 | 提名 |
| 1995 | 第45届柏林国际电影节       | 金熊奖                     | 《红玫瑰与白玫瑰》 | 提名 |
| 1998 | 第48届柏林国际电影节       | 金熊奖                     | 《越快乐，越堕落》 | 提名 |
| 1998 | 第48届柏林国际电影节       | 亞佛雷德鮑爾獎             | 《越快乐，越堕落》 | 獲獎 |
| 1998 | 第48届柏林国际电影节       | 泰迪熊奖                   | 《越快乐，越堕落》 | 獲獎 |
| 1998 | 第8届新加坡国际电影节      | 最佳亚洲影片               | 《越快乐，越堕落》 | 提名 |
| 1998 | 第8届新加坡国际电影节      | 国际影评人费比西特别提名奖 | 《越快乐，越堕落》 | 獲獎 |
| 2000 | 第50届柏林国际电影节       | 金熊奖                     | 《有时跳舞》       | 提名 |
| 2001 | 第38届金马奖               | 最佳劇情片                 | 《蓝宇》           | 提名 |
| 2001 | 第38届金马奖               | 最佳导演                   | 《蓝宇》           | 獲獎 |
| 2002 | 第21届香港电影金像奖       | 最佳電影                   | 《蓝宇》           | 提名 |
| 2002 | 第21届香港电影金像奖       | 最佳导演                   | 《蓝宇》           | 提名 |
| 2005 | 第64届威尼斯国际电影节     | 金狮奖                     | 《长恨歌》         | 提名 |